# Contea di Phillips (Montana)
La contea di Phillips (in inglese Phillips County) è una contea del Montana. Il suo capoluogo amministrativo è Malta.

## Geografia fisica
La contea ha un'area di 13499 km² di cui lo 1,39% è coperto d'acqua.

### Contee e municipalità confinanti
- Municipalità rurale di Lone Tree n. 18 (Saskatchewan, Canada) - nord
- Municipalità rurale di Val Marie n. 17 (Saskatchewan, Canada) - nord
- Municipalità rurale di Mankota n. 45  (Saskatchewan, Canada) - nord-est
- Contea di Valley - est
- Contea di Garfield - sud-est
- Contea di Petroleum - sud
- Contea di Fergus - sud-ovest
- Contea di Blaine - ovest

## Storia
La contea di Phillips venne costituita nel 1916 dalle contee di Blaine e Valley.

## Città principali
- Dodson - town
- Malta (capoluogo) - city
- Saco - town

## Strade principali
- U.S. Route 2
- U.S. Route 191

## Società

### Evoluzione demografica

Situazione demografica

| Anno | Popolazione |
| 1920 | 9.311       |
| 1940 | 7.892       |
| 1960 | 6.027       |
| 1980 | 5.367       |
| 2000 | 4.601       |

## Musei
- Phillips County Museum, su maltachamber.com. URL consultato il 25 aprile 2007 (archiviato dall'url originale il 17 aprile 2007).